# 哥吉拉二世
哥吉拉二世（日文：ゴジラジュニア/英文：Godzilla Junior）是哥吉拉系列電影中出現的一隻怪獸。哥吉拉二世的第一次出場是1993年的《哥吉拉vs機械哥吉拉》。哥吉拉二世《哥吉拉vs戴斯特洛伊亞》在最後紅蓮哥吉拉死後，急速增長成為了四代目哥吉拉。

## 登場電影
1. 《哥吉拉vs機械哥吉拉》（1993年）
2. 《哥吉拉vs太空哥吉拉》（1994年）
3. 《哥吉拉vs戴斯特洛伊亞》（1995年）

## 哥吉拉二世資料

### 幼期哥吉拉
- 身長:1.64m
- 體重:420kg
- 登場電影:《哥吉拉vs機械哥吉拉》

### 小哥吉拉
- 身長:30m
- 體重:8000噸
- 登場電影:《哥吉拉vs太空哥吉拉》

### 哥吉拉二世
- 身長:40m
- 體重:1萬5000噸
- 登場電影:《哥吉拉vs戴斯特洛伊亞》

### 四代目哥吉拉
- 身長:100m
- 體重:6萬噸
- 登場電影:《哥吉拉vs戴斯特洛伊亞》

## 外部連結
- 【哥吉拉怪獸介紹】我將繼承父親的意志 哥吉拉二世 （页面存档备份，存于）